# Kuusisto
Kuusisto [ˈkuːsistɔ] (schwed. Kustö) ist eine Insel im Schärenmeer vor der Südwestküste Finnlands. Sie ist der Stadt Kaarina vorgelagert und hat eine Fläche von 19 km². Den schmalen Sund zwischen der Insel und dem Festland überspannt eine Brücke, auch mit der zu Pargas gehörigen Insel Kirjalaön ist Kuusisto über eine Brücke verbunden. Bis 1946 war Kuusisto eine eigenständige Gemeinde, heute gehört die Insel zu Kaarina.
Auf Kuusisto befand sich im Mittelalter die Burg der Bischöfe von Turku. Nach Einführung der Reformation wurde sie 1528 auf Befehl von König Gustav I. Wasa abgetragen. Heute ist sie nur noch eine Ruine. Die Holzkirche von Kuusisto ist ein schlichter einschiffiger Bau aus dem Jahr 1792, der freistehende Kirchturm stammt noch vom Vorgängerbau und wurde bereits 1763 errichtet. Der Kirchhof wird von einer etwa ebenso alten Bruchsteinmauer eingefasst.
Im Westteil der Insel befindet sich inmitten eines Waldgebietes der Fernseh-Sendemast Turku (Lage). Der mit Pardunen abgespannt 320 Meter hohe Mast stammt aus dem Jahr 1965.